# Garlin
Garlin ist eine französische Gemeinde des Départements Pyrénées-Atlantiques mit 1.331 Einwohnern (Stand: 1. Januar 2022) in der Region Nouvelle-Aquitaine. Sie ist dem Kanton Terres des Luys et Coteaux du Vic-Bilh (bis 2015: Kanton Garlin) und dem Arrondissement Pau zugeteilt. Die Einwohner werden Garlinois genannt.

## Geografie
Garlin liegt am Fuß der Pyrenäen, 30 Kilometer nordnordöstlich von Pau im Béarn. Umgeben wird Garlin von den Nachbargemeinden Sarron im Norden, Moncla im Osten und Nordosten, Castetpugon im Osten, Baliracq-Maumusson im Osten und Südosten, Taron-Sadirac-Viellenave im Südosten, Ribarrouy im Süden, Boueilh-Boueilho-Lasque im Westen und Südwesten, Lauret im Westen sowie Miramont-Sensacq im Nordwesten.
Durch die Gemeinde führt die Autoroute A65.

## Geschichte
Als Bastide wurde die Ortschaft um 1302 gegründet.
Während des 16. Jahrhunderts entwickelte sich die Gegend mit Garlin als Zentrum zu einer Hochburg des protestantischen Glaubens.

### Bevölkerungsentwicklung
| Jahr                      | 1936 | 1946 | 1954 | 1962 | 1968 | 1975 | 1982 | 1990 | 1999 | 2006 | 2013 |
| ------------------------- | ---- | ---- | ---- | ---- | ---- | ---- | ---- | ---- | ---- | ---- | ---- |
| Einwohner                 | 1036 | 1009 | 985  | 1044 | 1085 | 1083 | 1195 | 1204 | 1202 | 1264 | 1397 |
| Quelle: Cassini und INSEE |      |      |      |      |      |      |      |      |      |      |      |

## Sehenswürdigkeiten

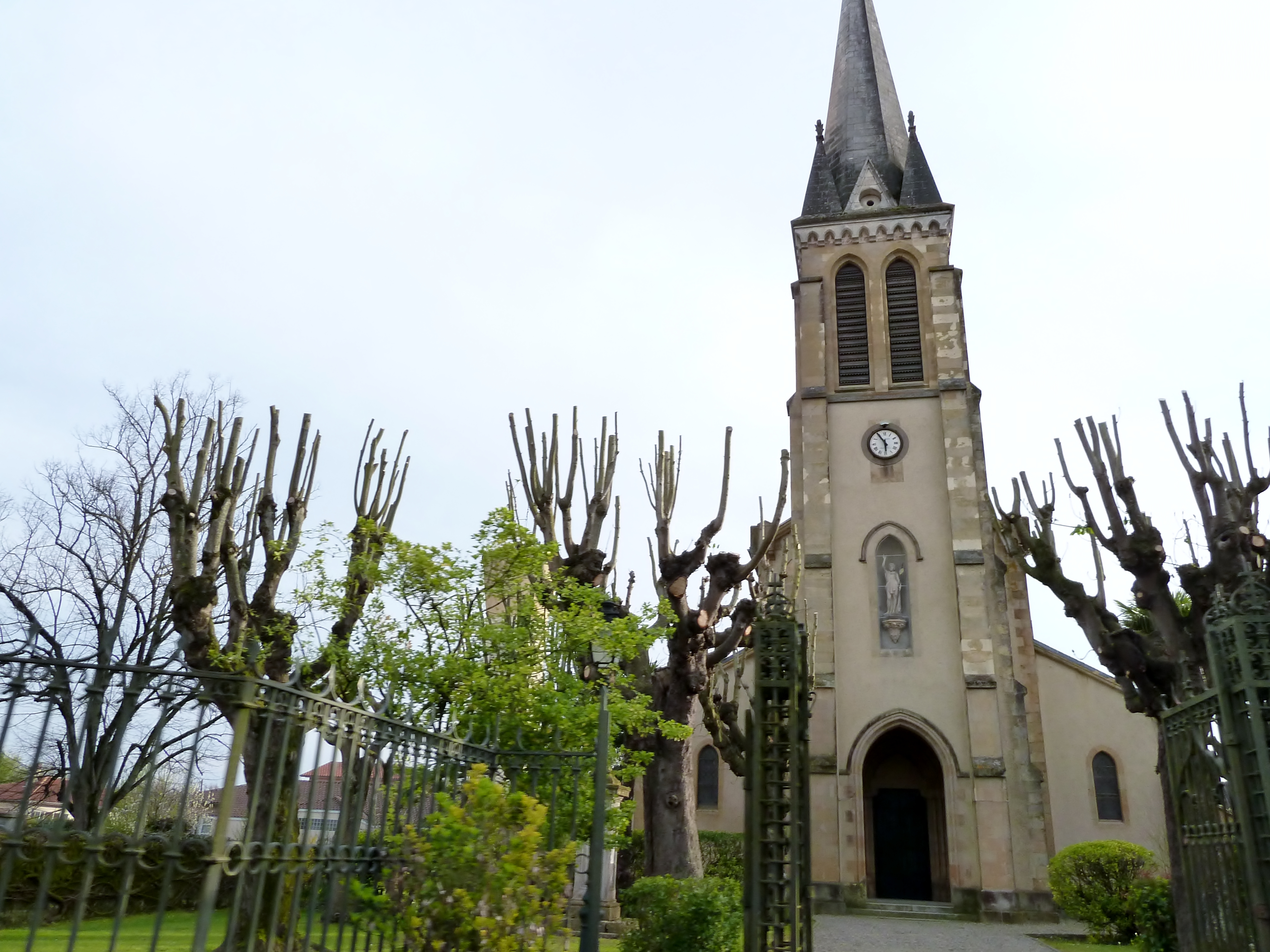
Kirche Saint-Jean

- Kirche Saint-Jean, Reste aus dem 12. Jahrhundert, heutiger Bau wurde Ende des 19. Jahrhunderts errichtet
- Kapuzinerkonvent von 1737
- Pfarrhaus, 1833 bis 1835 erbaut

## Gemeindepartnerschaft
Mit der spanischen Gemeinde Ayerbe in der Provinz Huesca (Aragonien) besteht seit 1977 eine Partnerschaft.

## Persönlichkeiten
- Victor Lefranc (1809–1883), Jurist und Politiker